# Jaakov Blumas

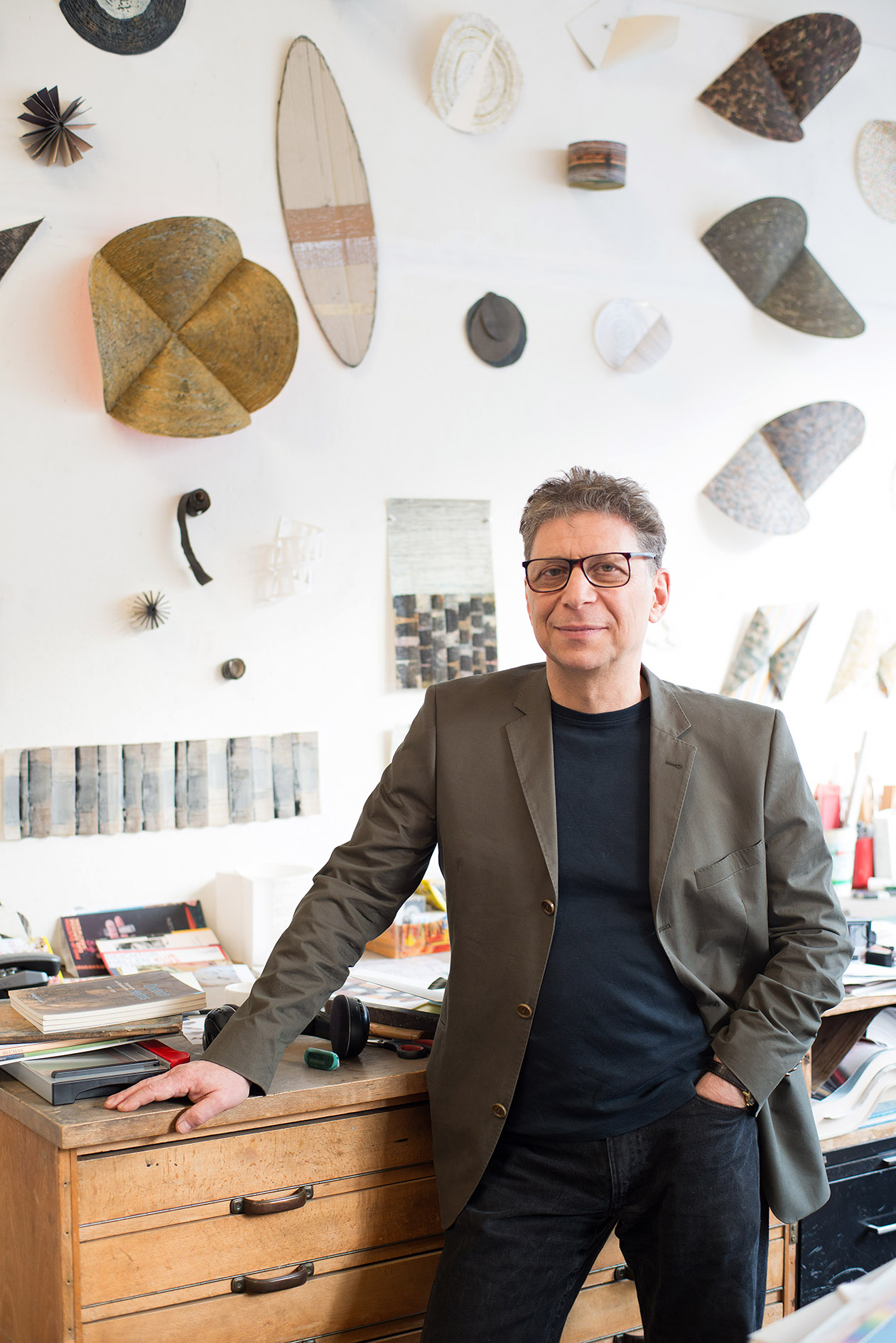
Jaakov Blumas 2014

Jaakov Blumas (* 1953 in Vilnius) ist ein zeitgenössischer Künstler.

## Leben
Jaakov Blumas wuchs im litauischen Vilnius in der ehemaligen Sowjetunion auf. 1971 emigrierte er mit seiner Familie nach Israel, wo er von 1972 bis 1974 am Technion in Haifa Bauingenieurwesen studierte. Von 1974 bis 1982 arbeitete er als praktischer Bauingenieur in Tel Aviv. 1982 bis 1989 studierte er freie Kunst an der Hochschule für bildende Künste Hamburg bei Gotthard Graubner. Jaakov Blumas ist seit 2018 Mitglied der Freien Akademie der Künste in Hamburg, wo er auch lebt und arbeitet.
Jaakov Blumas sieht sein künstlerisches Schaffen in der Tradition der Konstruktivisten. Durch die Arbeit mit unterschiedlichen Materialien erprobt er die tatsächliche wie die gemalte Dimension des Raumes und die Objekthaftigkeit des Bildes. Den Betrachter sieht Blumas ausdrücklich als Mitproduzenten seiner Bilder an. In diesem Sinne ermöglichen es beispielsweise aus mehreren Teilen bestehende, modular konzipierte Bilder, auf unterschiedliche Weise zusammengesetzt zu werden.

## Auszeichnungen
- 1988: Arbeitsstipendium der Freien und Hansestadt Hamburg
- 2005: Stipendium der Pollock-Krasner Foundation New York

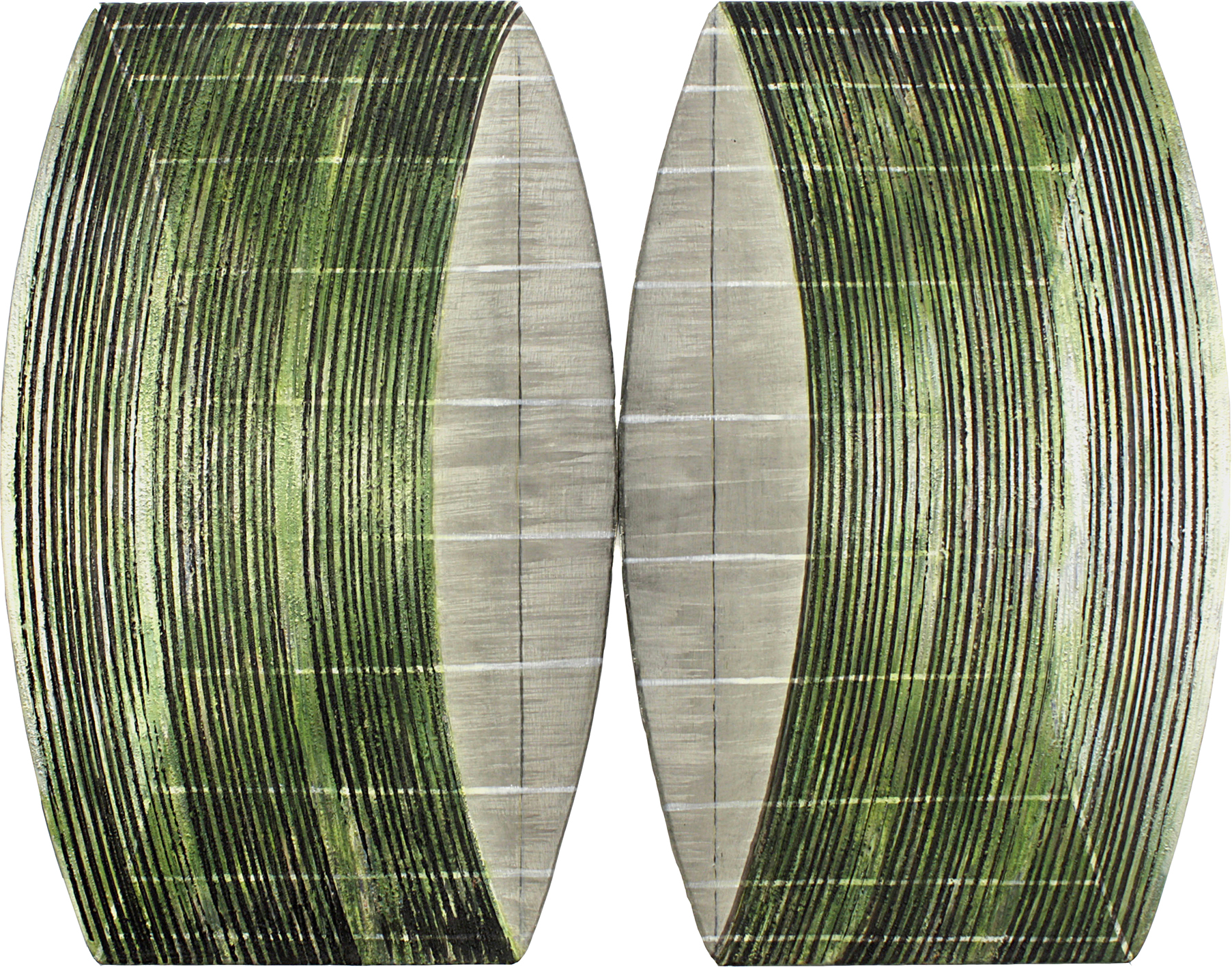
O. T. 2011

## Ausstellungen

### Einzelausstellungen (Auswahl)
- 2022: „Apeirogon“, Freie Akademie der Künste, Hamburg
- 2020: „Incremental Abstactions“, Galerie Nord/Kunstverein Tiergarten, Berlin
- 2019: Blindsehen. ZAK. Zentrum für aktuelle Kunst in der Zitadelle Spandau, Berlin
- 2017: DIE WAHRE BILD / DER WARE SCHEIN. Künstlerhaus Sootbörn, Hamburg
- 2016: Jaakov Blumas. Jüdisches Museum, Gröbzig
- 2014: Eidetische Schwingungen. Richard Haizmann Museum, Niebüll
- 2013: Der Wirklichkeit entsprechend. ON-OFF Galerie, Hamburg
- 2011: Jaakov Blumas. Jüdisches Museum, Gröbzig
- 2009: Jaakov Blumas. Kulturforum Lüneburg
- 2002: Die Jacke des Künstlers. Wege zum Ausgang. Wenzel-Hablik-Museum, Itzehoe
- 2002: Stillstand Malerei. Jaakov Blumas, Martin Conrad. Kassel
- 2000: Jaakov Blumas. Hamburger Kunsthalle
- 2000: Jaakov Blumas. Schloss Agathenburg
- 1997: Jaakov Blumas. Kunstverein Springhornhof Neuenkirchen
- 1996: Jaakov Blumas. Stiftung Burg Kniphausen, Wilhelmshaven
- O. T. 2013

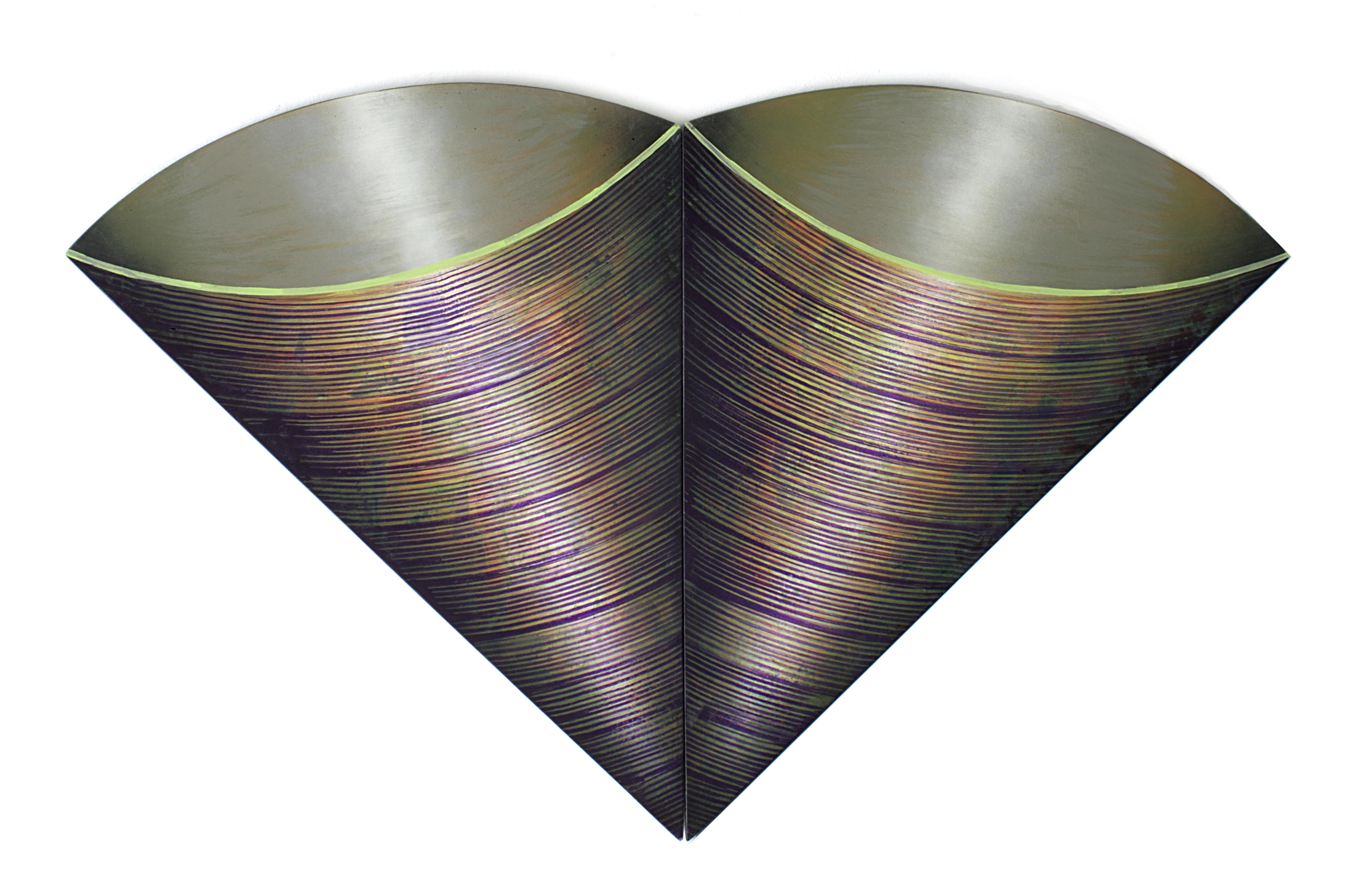
O. T. 2013

- 1995: Jaakov Blumas. Kulturforum Lüneburg
- 1994: Jaakov Blumas. Tribeca Art Galerry, Mailand

### Ausstellungsbeteiligungen (Auswahl)
- 2016: NordArt. Büdelsdorf
- 2014: 25th Anniversary of City Partnership Hamburg-Osaka. Contemporary Art Space Osaka (CASO), Japan
- 2013: Boing – Photo.Kunst.Raum.Hamburg unterwegs. Verkehrsmuseum Dresden

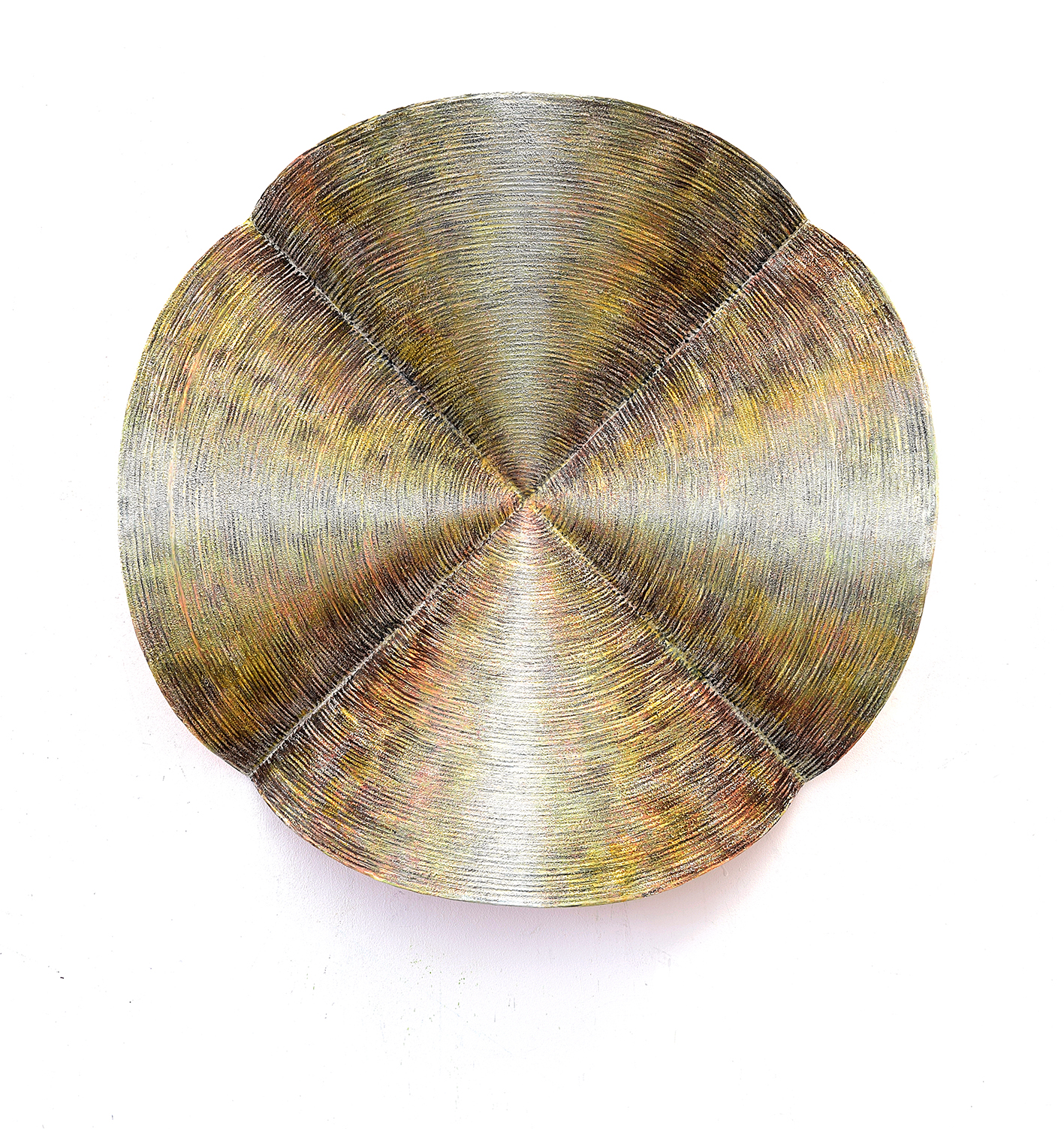
O. T. 2016

- O. T. 20162013: Martin Conrad, Jaakov Blumas, Lutz Bleidorn. Galerie Döbele, Dresden
- 2013: BaldAnders – Positionen zum Barock. Jaakov Blumas, Carmen Oberst, Martin Conrad. Staatliche Schlösser und Gärten Baden-Württemberg, Schloss Bruchsal
- 2008: Wir nennen es Hamburg. Kunstverein in Hamburg
- 2004: Arte Fiera. Bologna
- 2003: KunstKöln. Köln
- 2003: Art Chicago, Chicago
- 2002: KunstKöln. Köln
- 2002: Art Chicago. Chicago
- 2000: Kompass neben Stromland. Taschenbergpalais, Dresden
- 1999: Kunstmuseum Herzliya. Israel
- 1998: Floating. Zwischen Tel Aviv und Hamburg. Kunsthaus Hamburg
- 1996: Kunststreifzüge. N3-Sendereihe. NDR, Hamburgische Kulturstiftung. Kunsthaus Hamburg
- 1995: Große Kunstausstellung NWR, Düsseldorf
- 1994: L'elogio del lontano. Tribeca Art Gallery, Mailand
- 1994: Poiesis. Rituale vergessen – Inhalte verloren?. Institut für angewandte Botanik, Universität Hamburg
- 1993: Einzelbilder – im Dialog mit Wien. Kampnagel, Hamburg
- 1993: Children in Crisis. Kunstverein in Hamburg
- 1992: Macht – Ohnmacht – Bilder. Kunsthaus auf Kampnagel, Hamburg
- 1991: Pagino. Palazzo Ducale, Urbino
- 1991: Es kommt darauf an. Museum für Ethnographie der Völker der UdSSR, Leningrad, Russland
- 1990: KX. Kunst auf Kampnagel. Kampnagel, Hamburg
- 1989: Stipendiaten 1988. Kunsthaus Hamburg
- 1987: Landesvertretung Hamburg, Bonn

## Publikationen (Auswahl)
- Jaakov Blumas. Eidetische Schwingungen. Bilder und Objekte. Katalog Richard Haizmann Museum, Niebüll. Text: Uwe Haupenthal. Verlag der Kunst, Dresden, 2014, ISBN 978-3-86530-197-0
- Hajo Schiff: Das uneingelöste Versprechen. In: Kunstforum International, Bd. 189, November/Dezember 2007, S. 298–299 ISSN 0177-3674
- Das uneingelöste Versprechen. Katalog Ruth Sachse. Kunst der Gegenwart. Text: Ludwig Seyfarth. Hamburg 2007 (ohne ISBN)
- Stillstand Malerei. Katalog zur Ausstellung in Kassel. Ruth Sachse, Kunst der Gegenwart. Text: Hajo Schiff. Hamburg 2002, ISBN 3-925121-26-9
- Christoph Heinrich: Bilder ohne Namen. Hefte der Hamburger Kunsthalle, Hamburg 2000, ISBN 3-922909-50-7
- Jaakov Blumas. Katalog zur Ausstellung in der Kulturstiftung Schloss Agathenburg. Text: Hajo Schiff. Agathenburg 2000, ISBN 3-9806197-4-5
- Floating. Kunst aus Tel Aviv und Hamburg. Ein israelisch-deutscher Dialog: Nir Alon, Deganit Berest, Jaakov Blumas, Zvika Kantor, Yoram Merose. Hrsg. v. Claus Mewes. Kunsthaus Hamburg, Hamburg, 1998, ISBN 3-930225-17-4
- Jaakov Blumas. Katalog zur Ausstellung im Kunstverein Springhornhof Neuenkirchen. Text: Christoph Heinrich. Blauflug, Hamburg, 1997, ISBN 3-925121-10-2
- Jaakov Blumas. Katalog zur Ausstellung im Kulturforum Lüneburg. Text: Iris Müller-Westermann. Blauflug, Hamburg, 1995, ISBN 3-925121-07-2
- Tommaso Trini: Jaakov Blumas. In: L'elogio del lontano. Katalog zur Ausstellung in der Tribeca Art Gallery. Mailand 1994 (ohne ISBN)